# Antal Paulik
Antal István Paulik (maďarsky Paulik Antal István, slovensky Anton Paulik, * 1. března 1963, Békéscsaba) je maďarský archivář, státní úředník a významná osobnost slovenské menšiny v Maďarsku. Od 8. května 2018 zastává post parlamentního slovenského menšinového přímluvčího v Zemském sněmu v 8. volebním období (2018—2022).

## Biografie
Narodil se roku 1963 do slovenské rodiny v župě Békés v tehdejší Maďarské lidové republice. Absolvoval základní školu v obci Kétsoprony, později ve městě Békéscsaba, kde byl v roce 1977 byl přijat na tamější Gymnázium se slovenským vyučovacím jazykem, které ukončil maturitní zkouškou v roce 1981. Roku 1982 byl přijat na obor historie na Filozofické fakultě Univerzity Komenského v Bratislavě v tehdejší ČSSR, kde v roce 1986 získal diplom. Poté se vrátil do MLR a pracoval pro Új Magyar Központi Levéltár. Od roku 1989 pracoval jako tlumočník a slovenský referent pro Československé kulturní a informační středisko.
Po pádu komunismu v Maďarsku začal být aktivní ve veřejném životě slovenské menšiny, byl spoluzakladatelem Organizace slovenské mládeže v Maďarsku a do roku 1997 byl jejím předsedou. Roku 1998 nastoupil na Úřad pro národní a etnické menšiny. Od roku 2012 pracoval pro Ministerstvo lidský zdrojů.
V parlamentních volbách 2018 kandidoval jako lídr na menšinové celostátní kandidátní listině OSZÖ a byl zvolen po Jánosi Fuzikovi v pořadí druhým parlamentním slovenským menšinovým přímluvčím (nemzetiségi szószóló) v Zemském sněmu v 8. volebním období (2018—2022).

## Soukromý život
Hovoří anglicky, česky, maďarsky a slovensky.
Je ženatý, má jedno dítě. Žije v budapešťském IV. obvodu Újpest.